# الإمبراطورية (فلم 2024)
الإمبراطورية (بالفرنسية: L'Empire) هو فيلم كوميديا دراما وخيال علمي صدر عام 2024، من تأليف وإخراج برونو دومون. يُعد الفيلم محاكاة ساخرة لسلسلة حرب النجوم ولأفلام هوليوود الضخمة بشكل عام، وتدور أحداثه في منطقة شمال فرنسا، موطن المخرج دومون.
الفيلم هو إنتاج مشترك دولي بين فرنسا، ألمانيا، إيطاليا، بلجيكا، والبرتغال، وعُرض لأول مرة في 18 فبراير 2024 خلال الدورة 74 لمهرجان برلين السينمائي الدولي، حيث فاز بجائزة الدب الفضي من لجنة التحكيم. وتم إصداره في دور العرض الفرنسية في 21 فبراير 2024.

## روابط خارجية
- مقالات تستعمل روابط فنية بلا صلة مع ويكي بيانات